# Paweł Szramka
Paweł Szramka (ur. 18 czerwca 1989 w Brodnicy) – polski polityk, logistyk i żołnierz zawodowy, poseł na Sejm VIII i IX kadencji, od 2024 starosta brodnicki.

## Życiorys
Z wykształcenia logistyk, w Wyższej Szkole Bankowej w Toruniu uzyskał licencjat z logistyki w biznesie (2012) i magisterium z zarządzania procesami logistycznymi (2015). W bydgoskiej filii WSB w Toruniu w 2015 ukończył też podyplomowe studia menedżerskie. Został żołnierzem zawodowym jako starszy szeregowy w 4 Pułku Chemicznym w Brodnicy. Zaangażował się w lokalną działalność akcji Zmieleni.pl i Ruchu Obywatelskiego na rzecz JOW.
W 2014 bez powodzenia ubiegał się o mandat radnego Brodnicy. W 2015 bezskutecznie działał na rzecz zlikwidowania Straży Miejskiej w Brodnicy.
W wyborach parlamentarnych w 2015 kandydował do Sejmu w okręgu toruńskim z pierwszego miejsca na liście komitetu wyborczego wyborców Kukiz’15, zorganizowanego przez Pawła Kukiza. Uzyskał mandat posła VIII kadencji, otrzymując 13 552 głosy. Został sekretarzem klubu parlamentarnego swojego ugrupowania. W wyborach w 2019 bezskutecznie ubiegał się o mandat posła do Parlamentu Europejskiego z listy komitetu Kukiz’15.
W wyborach parlamentarnych w tym samym roku otrzymał pierwsze miejsce na liście kandydatów PSL do Sejmu w okręgu toruńskim (w ramach Koalicji Polskiej). Uzyskał w wyniku głosowania poselską reelekcję (dostał 14 404 głosy). W Sejmie IX kadencji do 2022 był zastępcą przewodniczącego Komisji Obrony Narodowej. W grudniu 2020 wraz z innymi posłami Kukiz’15 znalazł się poza klubem parlamentarnym Koalicji Polskiej, stając się posłem niezrzeszonym. W lutym 2021 został członkiem nowo powołanego koła poselskiego Kukiz’15 – Demokracja Bezpośrednia. 29 kwietnia 2021 razem z Agnieszką Ścigaj oraz Andrzejem Sośnierzem stworzył koło poselskie o nazwie Polskie Sprawy. Wystąpił z niego 22 czerwca 2022 po tym, jak koło to nawiązało współpracę z rządzącym PiS. W 2023 przez kilka miesięcy działał (jako koordynator krajowy) w partii Dobry Ruch (która powstała z przekształcenia partii Możemy!). W sierpniu tego samego roku dołączył do klubu parlamentarnego Koalicji Obywatelskiej. W wyborach w tym samym roku z jej ramienia bezskutecznie kandydował do Sejmu X kadencji.
W 2024 z ramienia lokalnego komitetu uzyskał mandat radnego powiatu brodnickiego. W maju tego samego roku przy poparciu ze strony radnych Prawa i Sprawiedliwości został wybrany na urząd starosty tego powiatu.

## Wyniki wyborcze
| Wybory | Komitet wyborczy                 | Komitet wyborczy           | Organ                     | Okręg          | Wynik          |
| ------ | -------------------------------- | -------------------------- | ------------------------- | -------------- | -------------- |
| 2014   |                                  | KWW Brodniczanie Decydują  | Rada Miejska w Brodnicy   | nr 20          | 133 (30,37%)   |
| 2015   |                                  | Kukiz'15                   | Sejm VIII kadencji        | nr 5           | 13 552 (3,74%) |
| 2019   | Parlament Europejski IX kadencji | Kukiz'15                   | nr 2                      | 15 157 (2,28%) |                |
| 2019   |                                  | Polskie Stronnictwo Ludowe | Sejm IX kadencji          | nr 5           | 14 404 (3,18%) |
| 2023   |                                  | Koalicja Obywatelska       | Sejm X kadencji           | nr 5           | 8254 (1,54%)   |
| 2024   |                                  | KWW Przyjazny Powiat       | Rada Powiatu Brodnickiego | nr 1           | 1391 (14,39%)  |

## Życie prywatne
W 2020 zawarł związek małżeński z Justyną Kartaszyńską, modelką i pracownicą biura poselskiego Stanisława Tyszki.